# Компрессор

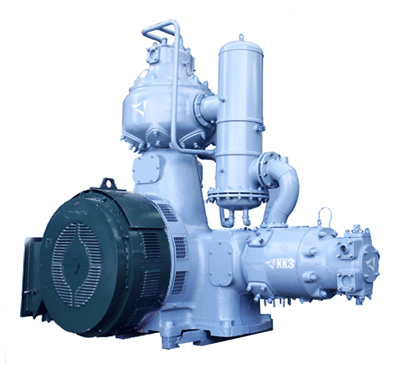
Поршневой двухступенчатый компрессор 305ВП-16/70 Краснодарского компрессорного завода. Можно увидеть промежуточный кожухотрубный холодильник, охлаждаемый водой.

Компре́ссор (от лат. compressio — сжатие) — энергетическая машина или техническое устройство для повышения давления и перемещения газа или смесей газов (рабочей среды).

## Принцип работы компрессора
Компрессор имеет входную камеру, рабочую полость и выходную камеру. Газ из входного патрубка попадает в рабочую полость, в которой происходит повышение давления газа за счет совершения над ним работы, затем выводится в выходную камеру и попадает в выходной патрубок. К выходному патрубку присоединена сеть, на которую работает компрессор. К компрессору подводится механическая энергия, которая используется для повышения давления газа за счёт взаимодействия последнего с подвижной частью компрессора.
К валу компрессора, имеющего механический принцип действия, подводится механическая энергия (крутящий момент от электродвигателя, двигателя внутреннего сгорания, газовой или паровой турбины, детандера) от привода, которая в результате силового взаимодействия рабочей полости подвижной части компрессора и газа преобразуется в кинетическую энергию, а затем во внутреннюю энергию газа.
В процессе повышения давления рабочей среды от начального до конечного (упрощенно политропный процесс, для некоторых видов компрессоров — адиабатный) часть энергии преобразуется в тепло, что приводит к повышению конечной температуры рабочей среды. Реальный компрессор производит необратимый процесс сжатия, нужно учитывать работу силы трения, вязкое трение и теплоту, выделяющуюся под действием диссипативной силы.
Состав газа существенно влияет на параметры компрессора за счет своих термодинамических свойств, описываемых уравнением состояния газа.
Компрессоры имеют большое разнообразие конструкций, отличаются по давлению и производительности, составу рабочей среды. По принципу действия компрессоры классифицируются на:
- объёмного действия;
- динамического действия.

## Основные параметры компрессора
- Начальное давление компрессора (секции, ступени) — давление газа на входе в компрессор (секцию, ступени).
- Конечное давление компрессора (секции, ступени) — давление газа на выходе из компрессора (секции, ступени).
- Отношение давлений в компрессоре (секции, ступени) — отношение конечного давления газа в компрессоре (секции, ступени) к начальному.
- Повышение давления в компрессоре (секции, ступени) — разность между конечным давлением газа в компрессоре (секции, ступени) и начальным.
- Начальная температура компрессора (секции, ступени) — температура газа на входе в компрессор (секцию, ступень).
- Конечная температура компрессора (секции, ступени) — температура газа на выходе из компрессора (секции, ступени).
- Объемная производительность компрессора (секции, ступени) — объемный расход газа на выходе из компрессора (секции, ступени).
- Массовая производительность компрессора (секции, ступени) — массовый расход газа на выходе из компрессора (секции, ступени).
- Внутренняя мощность компрессора (секции, ступени) — мощность, затрачиваемая в компрессоре (секции, ступени) на сжатие газа, за вычетом мощности утечек.
- Мощность утечек компрессора — мощность, теряемая в результате утечек из компрессора.
- Механическая мощность компрессора — мощность, затрачиваемая на преодоление механического трения в компрессоре.
- Мощность компрессора — сумма внутренней мощности, мощности утечек и механической мощности компрессора.
- Вспомогательная мощность компрессора — мощность, затрачиваемая на привод вспомогательных механизмов и дополнительных устройств от вала компрессора (напр. маслонасос, вентилятор и пр.).
- Мощность на валу компрессора — сумма мощности компрессора и вспомогательной мощности компрессора. Это мощность потребляемая компрессором с муфты привода.
- Мощность на валу приводного двигателя — сумма мощности на валу компрессора и мощности, теряемой в устройствах передачи движения от приводного двигателя к компрессору.
- Удельная мощность компрессора — отношение мощности на валу приводного двигателя к объемной производительности компрессора, приведенной к начальным условиям состояния газа.
- Политропный КПД компрессора — отношение политропной мощности компрессора к мощности на валу компрессора.
- Изотермный КПД компрессора — отношение изотермной мощности компрессора к мощности на валу компрессора.
- Механический КПД компрессора — отношение суммы внутренней мощности компрессора и мощности утечек к мощности на валу компрессора.

## Компрессоры объёмного действия

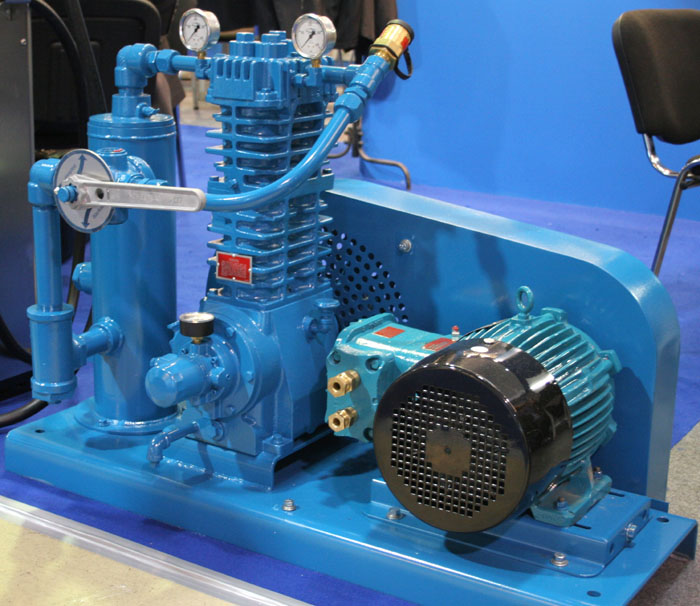
Компрессорный агрегат для перекачки паровой фазы сжиженного нефтяного газа

В объёмных компрессорах процесс сжатия осуществляется в рабочих камерах, периодически изменяющих свой объём и попеременно сообщающихся со входом и выходом компрессора. Механическая основа подобных компрессоров может быть весьма различна: компрессоры могут быть поршневыми, спиральными и роторными. Роторные компрессоры, в свою очередь, бывают кулачковые, винтовые и шиберные. Также возможны прочие уникальные конструкции. В любом случае идея перекачки основана на попеременном заполнении газом некоего объёма с последующим вытеснением его далее. Производительность объёмных компрессоров определяется количеством перекачанных порций за любой интересующий период времени и линейно зависит от частоты рабочих ходов. Основное применение — накачка газа в любые ресиверы и хранилища.

#### Поршневой компрессор

Поршневой компрессор

Компрессор, в котором сжатие газа происходит за счет возвратно-поступательного перемещения поршня в цилиндре по двухтактному принципу впуск/выпуск, засасывание газа происходит при движении поршня к нижней мёртвой точке, а вытеснение — при движении поршня к верхней мёртвой точке. Газораспределение обычно обеспечивается парой лепестковых клапанов, срабатывающих от перепада давления. Возможны конструкции компрессоров с коленвалом и крейцкопфные. При некоторой схожести подобных компрессоров с двухтактным двигателем важное отличие здесь в том, что компрессор не сжимает объём воздуха в цилиндре.

#### Спиральный компрессор

Спиральный компрессор

Компрессор объёмного типа, в котором перемещение объёма газа происходит посредством взаимодействия двух спиралей, одна из которых неподвижна (статор), а другая совершает эксцентрические движения без вращения, благодаря чему и обеспечивается перенос газа из полости всасывания в полость нагнетания.

#### Кулачковый компрессор

Кулачковый компрессор

Роторный компрессор объёмного типа, в котором перемещение объёма газа происходит посредством бесконтактного взаимодействия двух синхронно вращающихся кулачковых роторов в специально профилированном корпусе (статоре), при этом перенос газа из полости всасывания в полость нагнетания происходит перпендикулярно осям роторов.

#### Винтовой компрессор

Профиль винтов винтового компрессора

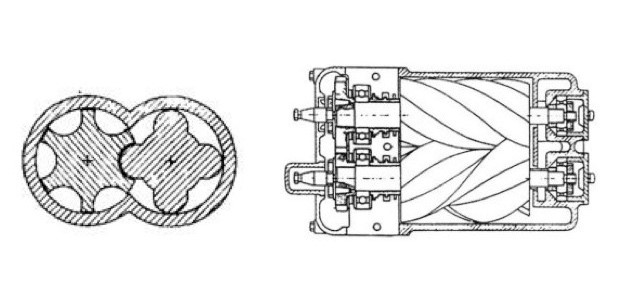
Схематическое изображение винтового блока воздушного компрессора

В 1932 году шведский инженер Линсхольм смог реализовать идею винтового компрессора в жизнь. Принцип работы такого компрессора заключался в том, что воздух нагнетали два винта. Сжатие воздуха происходило в пространстве между витками винтовой пары и стенками внешнего корпуса, поэтому все внутренние элементы камеры винтового компрессора имели максимальную точность. Это были «безмасляные» компрессоры, то есть воздух сжимался в камере сжатия «всухую».
Первые винтовые компрессоры потребовались для постоянной подачи сжатого воздуха в большем объеме при бурении. Размер первых винтовых компрессоров был соизмерим с ростом человека. Значительный толчок в развитии винтовой технологии был получен в 1950-х годах, когда был сконструирован «маслозаполненный» компрессор с подачей масла в камеру сжатия, такое техническое решение позволило эффективно отводить тепло из камеры сжатия, что в свою очередь позволило увеличить частоту вращения, следовательно, увеличить производительность и уменьшить габариты машин. Винтовые компрессоры стали доступны широкому рынку потребителей. Подача масла в камеру сжатия решила еще две задачи: смазка подшипников и уплотнение сжимаемой среды, что повысило КПД сжатия. С развитием смазочных материалов и систем уплотнений винтовые компрессоры заняли лидирующие позиции в промышленности для низких и средних давлений. В настоящий момент линейка винтовых компрессоров охватывает рабочий диапазон мощностей от 3 до 900 кВт.

##### Винтовой блок
Конструкция винтового блока состоит из двух массивных винтов и корпуса. При этом винты во время работы находятся на некотором расстоянии друг от друга, и этот зазор уплотняется масляной пленкой. Трущихся элементов нет. Пыль и другие твердые частицы и даже небольшие предметы при попадании в винтовой блок не вызывают никаких повреждений и могут лишь повредить масляной системе самого компрессора. Таким образом, ресурс винтового блока практически неограничен и достигает более чем 200—300 тыс. часов. Регламентной замене подлежат лишь подшипники винтового блока. В зависимости от конструкции компрессора и оборотов винтового блока, периодичность замены подшипников составляет 20—24 тыс. часов. Энергоэффективность и надежность работы винтового компрессора напрямую связана с периодичностью замены подшипников. При несвоевременной замене подшипников, винтовой компрессор существенно теряет в производительности и в случае поломки становится неремонтопригодным. Винтовая технология работает в широком диапазоне скоростей вращения, что позволяет регулировать производительность. Позволяет использовать как стандартную систему загрузка/разгрузка/останов, так и частотное регулирование производительности. При частотном регулировании изменяются в широком диапазоне обороты двигателя в минуту, но наиболее эффективной считается работа компрессора в узком диапазоне 50—75%. При работе в диапазоне менее 50% удельное потребление компрессора возрастает на 20—30%.

#### Пластинчато-роторный компрессор

Шиберный насос

Роторный компрессор объёмного типа, в котором перемещение объёма газа происходит посредством вращения ротора с набором пластин (шиберов) в цилиндрическом корпусе (статоре). Конструкция включает статор в виде полого круглого цилиндра и эксцентрично размещённый в полости статора цилиндрический ротор с продольными пазами, внутри которых помещены радиально подвижные пластины. При вращении центробежная сила выталкивает пластины из пазов и прижимает их к внутренней поверхности статора. Сжатие воздуха происходит в нескольких полостях, которые образуют статор, ротор и каждая пара смежных пластин, полости уменьшаются в объёме в направлении вращения ротора. Впуск воздуха происходит при максимальном выходе пластин из пазов и образовании разрежения в полости максимального объёма. Далее на стадии сжатия объём полости постоянно уменьшается до достижения максимального сжатия, когда пластины проходят мимо выходного канала и происходит выброс сжатого воздуха. Максимальное рабочее давление роторно-пластинчатого компрессора составляет 15 бар.
Простота и надежность роторно-пластинчатого компрессора заключается в том, что физические законы сами по себе работают в этой конструкции, не заставляя конструктора особенно изощряться. Пластины сами выходят из пазов ротора под влиянием центробежных сил; масло впрыскивается в камеру сжатия под действием внутреннего давления в компрессоре; масляная плёнка на внутренней поверхности статора исключает трение металла о металл при плотном прижиме пластин к стенке статора и плоских торцевых поверхностей ротора к торцам статора. Конструктивное решение позволяет избежать сухого контакта метал по металлу как под нагрузкой, так и при остановке компрессора.
Роторно-пластинчатые компрессоры имеют невысокий уровень вибрации. Не требуют фундамента для установки. Статор, ротор и пластины ротора у компрессоров изготовлены из разных сортов обработанного чугуна. Чугун прочен и хорошо держит масляную плёнку. Ресурс до ремонта роторно-статорного блока составляет 100—120 тыс. часов, в зависимости от условий эксплуатации. В течение первых 1000 рабочих часов происходит улучшение показателей вследствие приработки пластин. Далее на протяжении всего эксплуатационного срока, рабочие характеристики ротационного компрессора остаются стабильными. Крупнейшими производителями роторно-пластинчатых компрессоров на территории Европы являются фирмы Mattei, Hydrovane, Gardner Denver Wittig, Pneumofore, кроме этого насчитывается более десяти производителей в Китае.

## Компрессоры динамического действия
Компрессор динамического действия — компрессор, в котором рабочий процесс осуществляется путем динамического воздействия на непрерывный поток сжимаемого газа.
По конструкции компрессоры динамического действия бывают:
- турбокомпрессор;
- вихревой компрессор;
- струйный компрессор.

### Турбокомпрессор
Наиболее распространенным видом компрессоров динамического действия является турбокомпрессор, в котором воздействие на непрерывный поток сжимаемого газа осуществляется вращающимися решётками лопаток. Рабочее колесо турбокомпрессора имеет лопатки, расположенные на диске, посаженном на вал. Повышение давления создается за счет сил инерции. Рабочий процесс в турбокомпрессоре происходит в результате движения газа через системы вращающихся и неподвижных каналов.
По конструкции турбокомпрессоры бывают:
- радиальные (поток в основном имеет радиальное направление):

- центробежные (поток в основном направлен от центра к периферии);
- центростремительные (поток в основном направлен от периферии к центру);

- осевые (поток в основном имеет осевое направление);
- радиально-осевые (диагональные) (поток имеет направление, промежуточное между радиальным и осевым).

В центробежных компрессорах поток газа меняет направление движения, а напор создаётся посредством центробежной силы и силы кориолиса. В осевых компрессорах поток газа всегда движется вдоль оси ротора, а напор создаётся посредством силы кориолиса. Основное применение — вентиляция и кондиционирование, турбокомпрессоры.
Турбокомпрессоры бывают комбинированного вида:
- осецентробежные (одна часть ступеней которого осевого типа, а другая — центробежного);
- центробежно-центростремительный компрессор (содержащий ступени центробежного и центростремительного типа).

## Прочие классификации
По назначению компрессоры классифицируются по отрасли производства, для которых они предназначены (холодильные, энергетические, общего назначения и т. д.).
По роду сжимаемого газа:
- воздушный;
- газовый;
- холодильный[2].

По способу отвода теплоты:
- с воздушным охлаждением;
- с жидкостным охлаждением.

Для снижения конечной температуры применяется как внутреннее охлаждение в процессе сжатия, так и многоступенчатое сжатие с промежуточным охлаждением.
По типу приводного двигателя:
- с приводом от электродвигателя;
- с приводом от паровой турбины;
- с приводом от газовой турбины;
- с приводом от детандера;
- с приводом от двигателя внутреннего сгорания.

Газовые компрессоры с приводом от дизельного двигателя широко применяются в отдалённых районах с проблемами подачи электроэнергии. Они шумные и требуют вентиляции для выхлопных газов. Компрессоры с приводом от электрического двигателя широко применяются для подачи воздуха в пневматическую сеть, воздухоразделительную установку, для перемещения природного газа, сжатия попутного нефтяного газа; компрессоры малой мощности применяются в мастерских и гаражах с постоянным доступом к электричеству. Такие изделия требуют наличия электрического тока напряжением 110-120 Вольт (или 230-240 Вольт). Компрессоры с приводом от паровой турбины широко применяются в химической промышленности (в том числе в производствах аммиака и карбамида) и для подачи воздуха в доменные печи.
По мобильности:
- стационарные (местоположение которого при эксплуатации не меняется);
- передвижные (установленный на самоходном, передвижном, переносном шасси или на передвижной, переносной платформе, раме, предназначенный для обслуживания объекта без дополнительных монтажных работ).

По устройству:
- одноступенчатые (повышение давления газа в котором от начального значения до конечного достигается одной ступенью);
- многоступенчатыми (повышение давления газа в котором от начального значения до конечного достигается последовательным сжатием более чем в одной ступени).

По конечному давлению различают:
- вакуум-компрессор — машины, которые отсасывают газ из пространства с давлением ниже или выше атмосферного. Воздуходувки и газодувки подобно вентиляторам создают поток газа, однако, обеспечивая возможность достижения избыточного давления от 10 до 100 кПа (0,1-1 атм), в некоторых специальных исполнениях — до 200 кПа (2 атм). В режиме всасывания воздуходувки могут создавать разрежение, как правило, 10-50 кПа, в отдельных случаях до 90 кПа и работать как вакуумный насос низкого вакуума[3];
- компрессор низкого давления — с конечным давлением до 1,5 МПа абс. ;
- компрессор среднего давления — с конечным давлением от 1,5 до 10 МПа абс.;
- компрессор высокого давления — с конечным давлением от 10 до 100 МПа абс.;
- компрессор сверхвысокого давления — с конечным давлением от 100 МПа абс.

## Производительность
Производительность компрессора — это расход газа на выходе из компрессора (секции, ступени).
Производительность компрессора бывает:
- объёмная (м³/мин, м³/ч) — приводится либо к нормальным условиям, либо к начальным условиям;
- массовая (кг/мин, кг/ч).

Производительность компрессора может указываться и на входе, при этом уточняют — «производительность на входе».
Производительность на выходе и на входе компрессора практически равны при маленьком отношении давлений, но при большом, например, у поршневых и центробежных компрессоров, производительность на выходе всегда меньше производительности на входе, что обусловлено утечками сжимаемого газа.

## Агрегатирование компрессоров
Агрегатирование представляет собой процесс установки компрессора и двигателя на раму. В связи с тем, что компрессоры поршневого типа характеризуются неравномерной тряской, результатом которой при отсутствии соответствующего основания или опоры становится чрезмерная вибрация, агрегатирование должно выполняться с учётом качественно спроектированного фундамента.
Вибрацию компрессоров усиливают следующие факторы:
- большой размер компрессора (более мощные компрессоры характеризуются более мощной вибрацией);
- скорость работы (увеличение скорости компрессора влечёт за собой усиление вибрации);
- очень маленький размер маховика (большие нагрузки и работа на низких скоростях требуют наличия маховика большего размера);
- высота компрессора (компрессоры с тройным уплотнением выше и сильнее подвержены вибрации).